# Masanori Toita
Masanori Toita (jap. 戸井田昌教 Toita Masanori; ur. 6 listopada 1974) – japoński zapaśnik w stylu wolnym. Największe sukcesy odniósł w 1995 roku. Na  mistrzostwach świata zajął szóste miejsce, został wicemistrzem Azji i był czwarty w Pucharze Świata.